# أل جاكسون
أل جاكسون (29 يوليو 1943 في الولايات المتحدة - ) (بالإنجليزية: Al Jackson)‏ هو لاعب كرة سلة أمريكي في مركز هجوم خلفي. لعب مع سينسناتي رويالز ‏.

## وصلات خارجية
- أل جاكسون على موقع إن بي أي (الإنجليزية)
- أل جاكسون على موقع سبورتس رفرنس (الإنجليزية)
- أل جاكسون على موقع ريلجم (الإنجليزية)
- أل جاكسون على موقع بروبوليرز (الإنجليزية)